# Mount Morris, Illinois
Mount Morris är en ort i Ogle County i Illinois i USA.